# Осерёдок (Ракульское сельское поселение, у д. Часовенская)
Осерёдок — деревня в Холмогорском районе Архангельской области.

## География
Находится в центральной части Архангельской области на расстоянии приблизительно 42 км на юг по прямой от административного центра района села Холмогоры на левобережье реки Северная Двина.

## История
В 1859 году здесь (тогда деревня Осерецкая Холмогорского уезда Архангельской губернии) было учтено 17 дворов. Тут же располагалось село Ракула с 4 дворами. До 2022 года входила в Ракульское сельское поселение до его упразднения. Имеется Никольская часовня. 

## Население
Численность населения: 93 человека в деревне и 25 в селе Ракула (1859 год), 154 (русские 97 %) в 2002 году, 122 в 2010.